# Vuelo 125 de Bangkok Airways
El Vuelo 125 de Bangkok Airways fue un vuelo comercial que el 21 de noviembre de 1990 se estrelló en la isla de Koh Samui, Tailandia, cerca del aeropuerto que lleva el mismo nombre de la ciudad. Las 38 personas a bordo murieron, en el que en ese momento significó el quinto peor accidente en la historia de la aviación de Tailandia y el siniestro más grave protagonizado por una aeronave de Havilland Canada DHC-8-103.
A poco de ocurrido el accidente, el jefe de la Policía de Koh Samui, Pitipong Kansan, reportó 37 víctimas fatales (la aerolínea confirmaría luego que la tripulación estaba integrada por cinco personas y no cuatro como se dijo en un primer momento), y señaló que 30 de los 33 pasajeros eran turistas extranjeros (incluyendo cinco de nacionalidad japonesa) y tres eran tailandeses.

## El accidente
La aeronave de Havilland Canada DHC-8-103 despegó del aeropuerto de Don Muang, en Bangkok, a las 16:58 hora local (9:58 UTC). La torre de control de Koh Samui entró en contacto a las 17:45, con indicaciones de aterrizar en la pista 17 y señalando un clima de lluvias con vientos del sudoeste. Poco después se informó de un viento de 10 nudos a 30 grados, con lo que se modificó el aterrizaje a la pista 35.
Las maniobras de aterrizaje del avión continuaron hacia el frente, en lugar de girar a la derecha para la aproximación final, con dirección a la pista 35. La aeronave realizó una aproximación fallida con los flaps todavía completamente extendidos. El informe reveló que ambos pilotos se mostraron confundidos sobre el rumbo a tomar.
Para evitar una formación montañosa a la derecha del avión, el controlador aéreo ordenó un giro a la izquierda. El vuelo BKP125 ingresó en una zona de lluvias fuertes y giró a la izquierda, pero continuó descendiendo con inclinación de alas hacia la izquierda.
Un testigo del accidente aseguró que el avión pasó cerca de algunas casas y de la carretera principal antes de estrellarse.
El de Havilland Canada DHC-8-103 finalmente se estrelló a las 18:15, a 5 kilómetros al sudoeste del aeropuerto de Koh Samui, impactando contra una plantación de cocoteros cuando se desplazaba a 147 nudos, con una inclinación de nariz de 36 grados hacia abajo y una rotación hacia la izquierda de 75 grados. Los 33 pasajeros y los 5 tripulantes fallecieron en el accidente, por esos días el quinto más grave en la historia de la aviación tailandesa, mientras que hasta 2012 se sucedieron otros tres accidentes aeronáuticos en el país que lo superaron en cuanto a cantidad de víctimas fatales.
La Organización de Aviación Civil Internacional (ICAO) concluyó que el piloto presentó una desorientación espacial que generó un control inadecuado de la aeronave. Según la ICAO, contribuyeron al accidente la mala condición atmosférica con una referencia visual escasa o nula, y un impropio monitoreo de los instrumentos de vuelo, debido a que la atención de los pilotos estaba centrada en localizar el aeropuerto.